# Mascha Kaléko

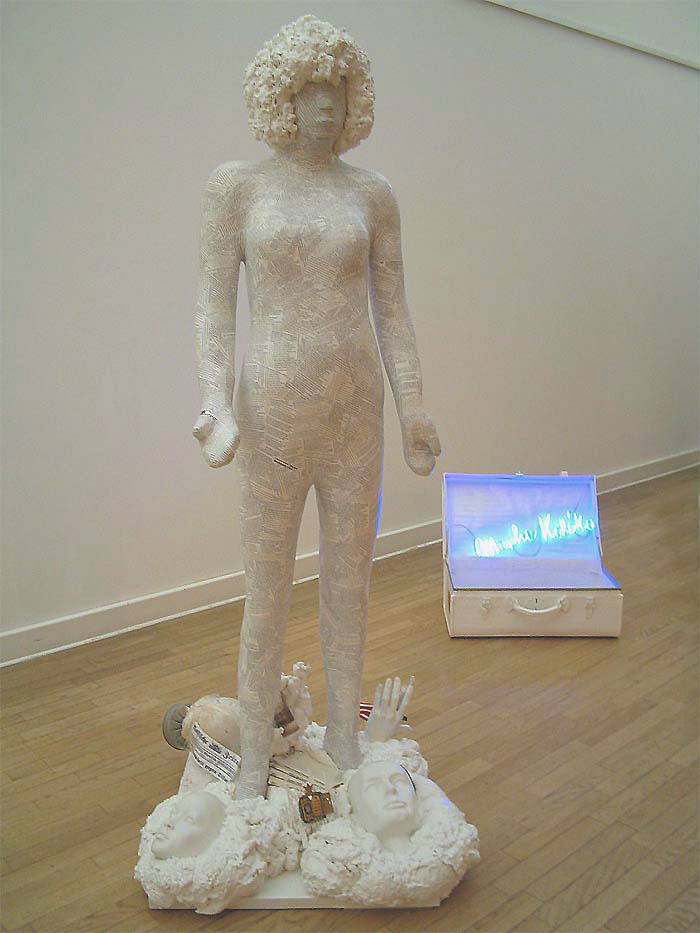
Instal·lació artística Mascha Kaléko, de Rengha Rodewill, Museu Georg Kolbe, Berlín

Mascha Kaléko, nascuda Golda Malka Aufen (7 de juny de 1907, Schidlow, Imperi Austrohongarès, avui Chrzanów, a Polònia - 21 de gener de 1975 a Zúric, Suïssa), és una poeta i escriptora alemanya de les més rellevants del segle xx.

## Biografia
Mascha Kaléko nasqué a Galítsia, en una família jueva d'origen rus, i cresqué a Marbourg i Berlín, on es va formar com a secretària. Més endavant completaria la seva formació assistint a cursos de filosofia i psicologia a la Universitat de Lessing i a la Universitat Humboldt de Berlín.

## L'escriptora
L'any 1930 començà a publicar poemes a la premsa. Les seves obres, relacionades amb la Neue Sachlichkeit -la Nova Objectivitat- la van donar a conèixer ràpidament. Va entrar en contacte amb l'avantguarda intel·lectual del Berlín d'aquells anys i freqüentà el Romanisches Café, al costat de Kurt Tucholsky, Else Lasker-Schüler, Erich Kästner, Joachim Ringelnatz.
Els seus versos, enginyosos i satírics, en un llenguatge senzill i directe, són plens de la nostàlgia i el desarrelament que la feren sentir sempre com a forastera a tot arreu, «l'estranya d'aquell lloc». Hi és sempre present la crítica i la ironia amb què satiritza la vida urbana, la vida laboral de la gent a la gran ciutat i la injustícia social, en una molt personal combinació de desvergonyiment i malenconia.
Els seus poemes, versionats en forma de cançons, interpretats per figures como Claire Waldoff, Rosa Valetti, Annemarie Hase i Tatjana Sais, sonaven en ràdios i cabarets, abans de l'arribada del nazisme.

## L'exili
L'any 1933, amb els nazis al poder a Alemanya, el seu nom apareix a la llista dels autors prohibits, després de l'aparició del seu primer recull de poesia, Das lyrische Stenogrammheft. S'exilià l'any 1938 a Nova York amb el seu segon marit, el musicòleg i director d'orquestra Chemjo Vinaver, abans d'instal·lar-se a Jerusalem l'any 1960. Va morir a Zúric.
El 1960 se li va voler concedir el Premi Fontane de literatura, de l'Acadèmia d'Arts de Berlín, que va rebutjar, perquè en el jurat hi havia un antic membre de la SS.

## Obra
- 1933: Das lyrische Stenogrammheft, poesies, Rowohlt
- 1934: Kleines Lesebuch für Große, Rowohlt
- 1967: Vessa in Dur und Moll, poesies

- 1984 (pòstumament)ː Der Stern, auf dem wir leben. Vessa für Zeitgenossen. Amb dibuixos de Werner Klemke, Rowohlt, Reinbek.

## Poesia enregistrada en cançons
- Martin Christoph Redel: Nirgendland. Op, 87. Set cançons sobre poemes de Mascha Kaléko per a mezzosoprano i piano. (2016)[6][7]
- Dota Kehr, Mascha Kaléko (2020).[5]
- Hanne Wieder, Hanne Wieder Singt Chansons Von Mascha Kaléko (1963).[6][5]
- Reiner Bieldfeldt i Julia Kock, Mascha[5]